# 21445 Пеггіконноллі
21445 Пеггіконноллі (21445 Pegconnolly) — астероїд головного поясу, відкритий 18 квітня 1998 року.
Тіссеранів параметр щодо Юпітера — 3,574.